# 买卖价差

一家外汇交易所的买卖价差深度图。横轴为单价，纵轴为累积市场深度。买单挂单在左侧，卖单挂单在右侧，中间留空处即为买卖价差。

买卖价差（英語：Bid–ask spread）是做市商或者限价定单的交易委托账本中，对股票、期货、期权或是外汇等的买进报价（Bid：買進價／委買價）和卖出报价（Ask：賣出價／委賣價）的价格差。一支股票买卖价差的大小，可以衡量其在该市场的流动性的好坏，以及交易成本的高低。理想中，完全资本市场上的买卖价差为零。
買賣報價是站在「金融機構」的立場，以銀行匯兌外幣為例，買進價或委買價（Bid）是銀行向投資人買進的價格（投資人要賣出時參考報價）；賣出價或委賣價（Ask）是銀行賣出給投資人的價格（投資人要買進時參考報價）。